# Al-Jazari
Al-Jazari (Arabisch: أَبُو اَلْعِزِ بْنُ إسْماعِيلِ بْنُ الرِّزاز الجزري; Abū al-'Iz Ibn Ismā'īl ibn al-Razāz al-Jazarī) (Al-Jazira 1136 – 1206) was een Islamitische geleerde, wiskundige, uitvinder, mechanisch constructeur en astronoom uit Al-Jazira, Mesopotamië, die leefde tijdens de islamitische gouden eeuw.

## Biografie
Er is weinig bekend over Al-Jazari, het meeste komt van de introductie van zijn 'Boek van kennis van ingenieuze mechanische apparaten' (Al-Jami Bain Al-Ilm Wal-Amal Al-Nafi Fi Sinat'at Al-Hiyal) 1206. Hij was genoemd naar de streek waar hij was geboren, al-Jazira, de traditionele Arabische naam voor wat ooit Noord-Mesopotamië was en wat nu Noordwest-Irak en Noordoost-Syrië is, tussen de Tigris en de Eufraat. Net zoals zijn vader diende hij vijfentwintig jaar als hoofdtechnicus in het paleis van Diyarbakır aan het hof van de koningen van de Artuqiden, de heersers van Oost-Anatolië en later als vazalstaat van de Ajjoebiden onder de Koerdische generaal Saladin.

### Boek
Al-Jazari is de schrijver van Kitáb fí ma'rifat al-hiyal al-handasiyya ('Boek in de kennis van trucs van de constructietechniek') uit 1206, waarin door hem vijftig mechanische apparaten worden beschreven met een instructie hoe ze gebouwd moeten worden. Nasir al-Din Mahmud ibn Muhammad was de opdrachtgever voor het boek. In de inleiding van zijn boek schrijft Al-Jazari:

Op een dag was ik in zijn bijzijn en bracht hem iets dat hij me bevolen had om te maken. Hij keek naar mij en naar datgene dat ik had gemaakt en dacht erover na, zonder dat ik het merkte. Hij raadde waarover ik had zitten denken, en onthulde wat ik had verhuld. Hij zei: “Je hebt unieke apparaten gemaakt. Deze dingen, die je met veel moeite en volmaakt gemaakt hebt mogen niet verloren gaan. Ik wens dat je een boek voor mij schrijft dat alles wat jij afzonderlijk hebt gemaakt bij elkaar brengt en van alles uitgekozen tekeningen bevat. Ik heb zijn model gebruikt en zijn voorstellen geaccepteerd, want een andere optie dan zijn wens vervullen was voor mij niet mogelijk.

Het boek is een samenvatting van een groot deel van de verzamelde kennis tot dan toe op het gebied van werktuigbouwkunde, met verbeteringen en innovaties van Al-Jazari zelf. Het belang van het boek ligt hem vooral in de machines, onderdelen en ideeën die erin beschreven zijn. Ook erg belangrijk is het feit dat Al-Jazari het boek schreef met de duidelijke intentie om het andere ingenieurs mogelijk te maken om zijn machines te reconstrueren. Voor elk van de beschreven 50 machines in zijn boek geeft Al-Jazari een duidelijke beschrijving voor maken, construeren en assembleren en geeft ons daarbij een rijkdom aan informatie over de methodes van ingenieurs in de islamitische wereld.

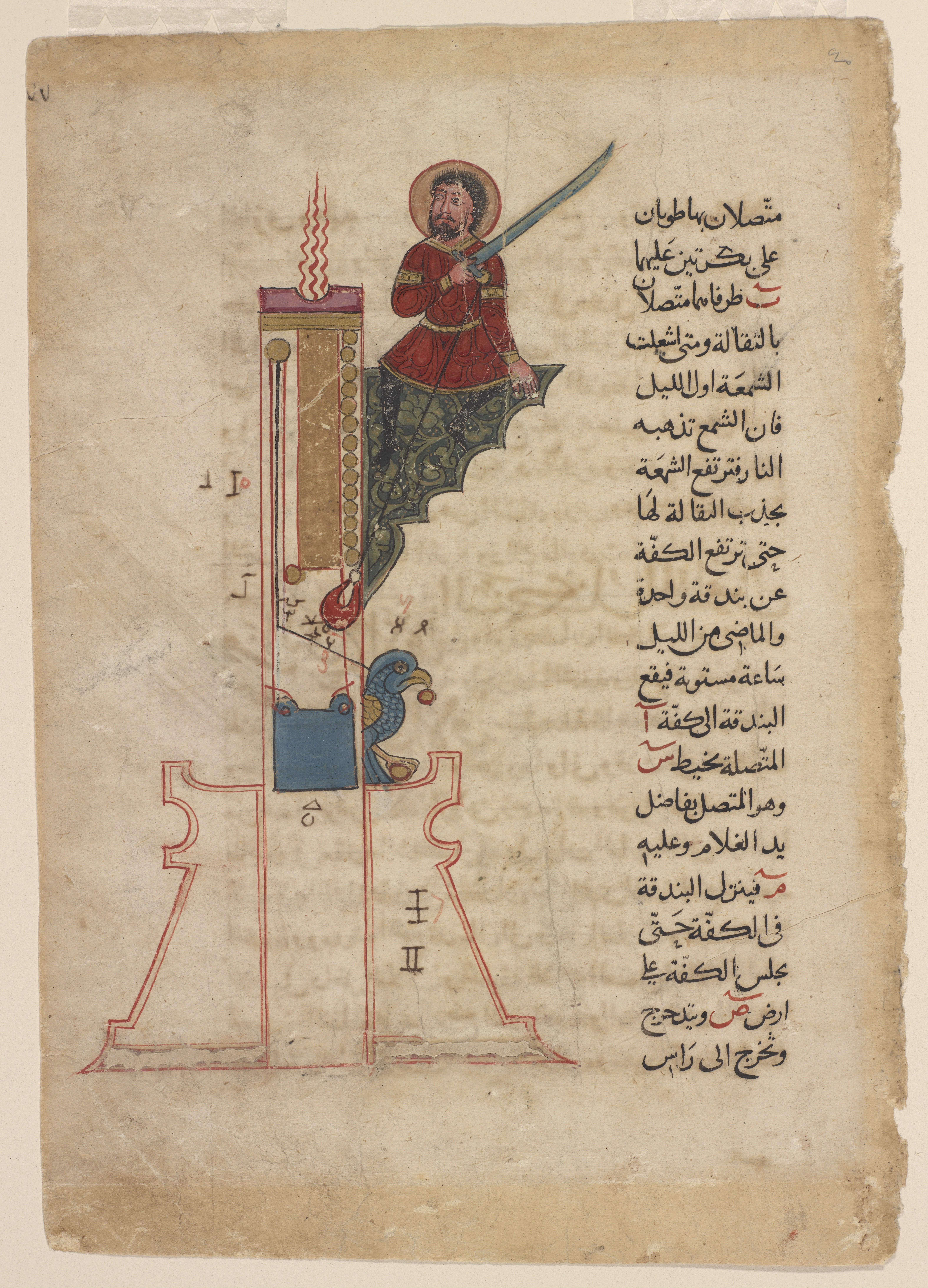
Al-Jazari's kaarsklok maakte gebruik van een bajonetsluiting in 1206.

Het boek is verdeeld in zes categorieën:
1. Water- en kaarsklokken
2. Trucapparaten
3. Waterautomaten en meetinstrumenten voor het meten van bloed
4. Fonteinen
5. Muziekautomaten
6. Waterhijsmachines en verscheidene andere apparaten

Al-Jazari was gedeeltelijk traditioneel ambachtswerker en meer een praktische technicus dan een uitvinder. Hij was meer geïnteresseerd in vakmanschap dan in de technologie die er achter lag en de machines werden meestal meer proefondervindelijk dan door theoretische berekening samengesteld. Sommige apparaten waren geïnspireerd op eerdere apparaten, zoals zijn monumentale waterklokken, die gebaseerd waren op die van een zogenaamde Pseudo-Archimedes.

## Mechanismen en methodes
Terwijl veel van Al-Jazari’s uitvindingen nu onbelangrijk schijnen is het belangrijkste aspect de aangewende mechanismen, de componenten, de ideeën, de methodes en de ontwerpeigenschappen:

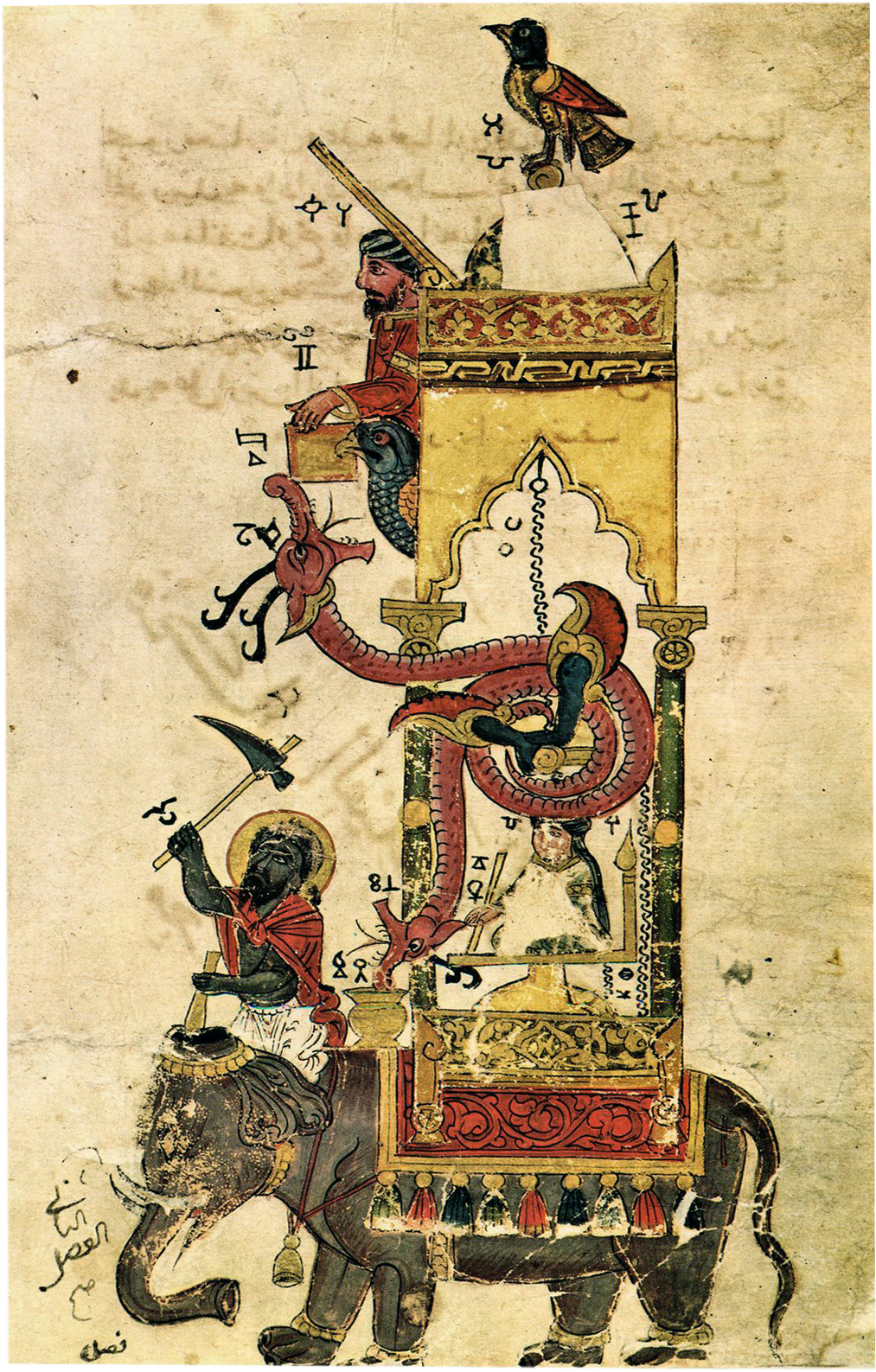
Al-Jazari's Olifantklok (1206).

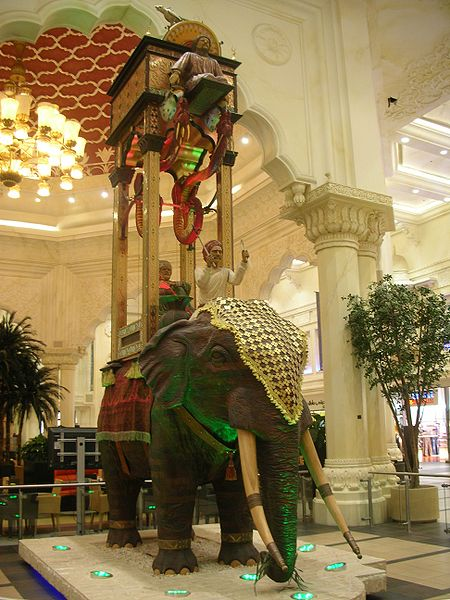
Een reproductie van Al-Jazari's olifantklok in de Ibn Battuta Mall, Dubai.

- De krukas, gebaseerd op een kruk die een as aandrijft net zoals een crank bij een fiets.
- Al-Jazari vond een methode om de omwentelingssnelheid van een wiel te beheersen, gebruikmakend van een echappement. Een voorbeeld hiervan is het echappementuurwerk.
- Gesegmenteerde versnellingen, waarmee complexe schakelingen gemaakt konden worden.
- Waterhijsmachines; hij vond vijf machines uit om water naar hoger gelegen plaatsen te verplaatsen, waaronder een watermolen en een via de as aangedreven waterrad met nokkenassen.
- Kaarsklokken, Al-Jazari ontwikkelde de geavanceerdste uurwerken op basis van een brandende kaars, gebruik makend van de wetenschap dat er een bepaalde tijd nodig was om een stuk kaars te verbranden. Hierin gebruikte hij een bajonetsluiting als bevestigingsmechanisme.
- Dubbele cilinderpomp gebaseerd op de krukas (hier zijn later de stoommachine en de verbrandingsmotor op gebaseerd waarbij een zuigerstang de krukas aandrijft.
- Watervoorzieningssysteem; hij ontwikkelde een systeem dat door waterkracht werd aangedreven en water transporteerde naar moskeeën en ziekenhuizen in het 13de-eeuwse Damascus.
- Diverse automaten voor handwassen met een spoelmechanisme, muziekapparaten en op waterkracht aangedreven machines om drankjes te serveren.
- Gewichtaangedreven waterklokken, waarin zowel waterkracht als gewichten werden gebruikt om de diverse mechanismen aan te drijven.
- Een van zijn opmerkelijkste creaties is de olifantsklok, die Al-Jazari in 1206 beschreef. Hierin waren verscheidene innovaties verwerkt. Het was een klok waarin een automaat na bepaalde tijdsintervallen een figuur een klankbekken sloeg en een mechanische vogel begon te tjilpen. Een voorstelling van een olifant droeg de stellage op zijn rug. Een reproductie op ware grootte van deze klok is te vinden in de wandelgalerij van Ibn Battuta, een winkelcomplex in Dubai, Verenigde Arabische Emiraten. Er staat er nog een in Château des Monts, in Le Locle, Zwitserland.
- Het geavanceerdste en verfijndste door Al-Jazari ontworpen apparaat is de astronomische kasteelklok, die wordt beschouwd als een van de eerste programmeerbare mechanische computers. Naast tijd en seizoenen hield het de baan van zon, maan en sterrenbeelden bij.